# Parafia św. Katarzyny w Dytmarowie
Parafia świętej Katarzyny w Dytmarowie – rzymskokatolicka parafia w Dytmarowie, należąca do dekanatu Prudnik w diecezji opolskiej.

## Historia
W połowie 1944 parafia liczyła 1700 wiernych, natomiast z początkiem grudnia 1945 – 1500 osób, w tym 1500 nowo przybyłej po wojnie ludności. Pod koniec 1946 parafia liczyła 1277 wiernych.